# Copa de Naciones del Golfo de 1994
La Copa de Naciones del Golfo de 1994, oficialmente 12da Copa del Golfo Arábigo (en inglés: 12th Arabian Gulf Cup; y en árabe: كأس الخليج العربي 12‎), fue la duodécima edición de la Copa de Naciones del Golfo, torneo de fútbol a nivel de selecciones nacionales organizado por la Unión de Asociaciones de fútbol árabes (UAFA). Se llevó a cabo en los Emiratos Árabes Unidos, del 3 al 16 de noviembre de 1994, y contó con la participación de 6 seleccionados nacionales masculinos.
Por primera vez en su historia, la selección de Arabia Saudita se quedó con el título, consagrándose en la última fecha tras vencer a Kuwait por 2-0.

## Sede
Los encuentros del certamen se disputaron en el Estadio Jeque Zayed, en la ciudad de Abu Dabi, capital de los Emiratos Árabes Unidos.
| Abu Dabi             |
| -------------------- |
| Abu Dabi (UTC+04:00) |
| Estadio Jeque Zayed  |
| Capacidad: 49 500    |
|                      |

## Formato
Las 6 selecciones participantes se enfrentaron bajo el sistema de todos contra todos, a una sola rueda, de manera tal que cada una de ellas disputó cinco partidos. Los puntos se computaron a razón de 2 —dos— por partido ganado, 1 —uno— en caso de empate y 0 —cero— por cada derrota.

## Equipos participantes
| Equipos participantes | Equipos participantes  | Equipos participantes |
| --------------------- | ---------------------- | --------------------- |
| Arabia Saudita        | Catar                  | Kuwait                |
| Baréin                | Emiratos Árabes Unidos | Omán                  |

## Resultados y posiciones
| Selección              | Pts | PJ | PG | PE | PP | GF | GC | Dif |
| ---------------------- | --- | -- | -- | -- | -- | -- | -- | --- |
| Arabia Saudita         | 9   | 5  | 4  | 1  | 0  | 10 | 4  | 6   |
| Emiratos Árabes Unidos | 8   | 5  | 3  | 2  | 0  | 7  | 1  | 6   |
| Baréin                 | 5   | 5  | 1  | 3  | 1  | 5  | 6  | –1  |
| Catar                  | 3   | 5  | 1  | 1  | 3  | 6  | 8  | –2  |
| Kuwait                 | 3   | 5  | 1  | 1  | 3  | 2  | 6  | –4  |
| Omán                   | 2   | 5  | 0  | 2  | 3  | 4  | 9  | –5  |

| 3 de noviembre de 1994 | Emiratos Árabes Unidos          | 2:0 (2:0) | Catar | Estadio Jeque Zayed, Abu Dabi   |                                 |
|                        | Al-Talyani 10' · Ali 17' (pen.) | Reporte   |       | Asistencia: 60 000 espectadores | Asistencia: 60 000 espectadores |

| 4 de noviembre de 1994 | Kuwait          | 1:2 (0:1) | Baréin                     | Estadio Jeque Zayed, Abu Dabi  |                                |
|                        | Al-Shammari 84' | Reporte   | Darweash 25' · Mahmoud 63' | Asistencia: 3 000 espectadores | Asistencia: 3 000 espectadores |

| 4 de noviembre de 1994 | Arabia Saudita | 2:1 (1:0) | Omán           | Estadio Jeque Zayed, Abu Dabi  |                                |
|                        | Amin 8', 55'   | Reporte   | Abduannour 48' | Asistencia: 5 000 espectadores | Asistencia: 5 000 espectadores |

| 6 de noviembre de 1994 | Arabia Saudita | 1:1 (1:0) | Emiratos Árabes Unidos | Estadio Jeque Zayed, Abu Dabi  |                                |
|                        | Al Jaber 25'   | Reporte   | Rashid 51'             | Asistencia: 6 000 espectadores | Asistencia: 6 000 espectadores |

| 6 de noviembre de 1994 | Baréin            | 1:1 (1:1) | Omán          | Estadio Jeque Zayed, Abu Dabi  |                                |
|                        | Mahmoud 9' (pen.) | Reporte   | Al-Habshi 13' | Asistencia: 2 000 espectadores | Asistencia: 2 000 espectadores |

| 7 de noviembre de 1994 | Kuwait    | 1:0 (0:0) | Catar | Estadio Jeque Zayed, Abu Dabi                               |                                                             |
|                        | Marwi 69' | Reporte   |       | Asistencia: 2 000 espectadores Árbitro(s): Abdullah Baaboud | Asistencia: 2 000 espectadores Árbitro(s): Abdullah Baaboud |

| 9 de noviembre de 1994 | Catar                                  | 4:2 (2:1) | Omán                | Estadio Jeque Zayed, Abu Dabi                               |                                                             |
|                        | Soufi 39' 45' · Salem 76' · Khamis 88' | Reporte   | Ali 30', 50' (pen.) | Asistencia: 2 500 espectadores Árbitro(s): Ibrahim Al-Amash | Asistencia: 2 500 espectadores Árbitro(s): Ibrahim Al-Amash |

| 9 de noviembre de 1994 | Kuwait | 0:2 (0:1) | Emiratos Árabes Unidos      | Estadio Jeque Zayed, Abu Dabi                              |                                                            |
|                        |        | Reporte   | Rashid 11' · Al-Talyani 83' | Asistencia: 2 000 espectadores Árbitro(s): Dmitry Muniroth | Asistencia: 2 000 espectadores Árbitro(s): Dmitry Muniroth |

| 10 de noviembre de 1994 | Arabia Saudita                                     | 3:1 (0:0) | Baréin     | Estadio Jeque Zayed, Abu Dabi                              |                                                            |
|                         | Al-Mehallel 52' · Al-Owairan 55' · Al-Muwallid 63' | Reporte   | Khamis 76' | Asistencia: 7 000 espectadores Árbitro(s): Robert Sedlacek | Asistencia: 7 000 espectadores Árbitro(s): Robert Sedlacek |

| 12 de noviembre de 1994 | Arabia Saudita       | 2:1 (1:1) | Catar    | Estadio Jeque Zayed, Abu Dabi                              |                                                            |
|                         | Jamil 33' · Amin 61' | Reporte   | Soufi 1' | Asistencia: 8 000 espectadores Árbitro(s): Tapio Yli-Karro | Asistencia: 8 000 espectadores Árbitro(s): Tapio Yli-Karro |

| 12 de noviembre de 1994 | Emiratos Árabes Unidos | 0:0     | Baréin | Estadio Jeque Zayed, Abu Dabi                              |                                                            |
|                         |                        | Reporte |        | Asistencia: 1 000 espectadores Árbitro(s): Dmitry Muniroth | Asistencia: 1 000 espectadores Árbitro(s): Dmitry Muniroth |

| 13 de noviembre de 1994 | Omán | 0:0     | Kuwait | Estadio Jeque Zayed, Abu Dabi  |                                |
|                         |      | Reporte |        | Asistencia: 3 000 espectadores | Asistencia: 3 000 espectadores |

| 15 de noviembre de 1994 | Baréin       | 1:1 (1:0) | Catar     | Estadio Jeque Zayed, Abu Dabi                              |                                                            |
|                         | Darweash 28' | Reporte   | Soufi 67' | Asistencia: 4 000 espectadores Árbitro(s): Robert Sedlacek | Asistencia: 4 000 espectadores Árbitro(s): Robert Sedlacek |

| 16 de noviembre de 1994 | Kuwait | 0:2 (0:1) | Arabia Saudita             | Estadio Jeque Zayed, Abu Dabi  |                                |
|                         |        | Reporte   | Al-Mehallel 35' · Amin 80' | Asistencia: 5 000 espectadores | Asistencia: 5 000 espectadores |

| 16 de noviembre de 1994 | Emiratos Árabes Unidos | 2:0 (1:0) | Omán | Estadio Jeque Zayed, Abu Dabi                              |                                                            |
|                         | Ali 9', 71'            | Reporte   |      | Asistencia: 5 000 espectadores Árbitro(s): Tapio Yli-Karro | Asistencia: 5 000 espectadores Árbitro(s): Tapio Yli-Karro |

|                           |
| Bandera de Arabia Saudita |
| Campeón                   |
| Arabia Saudita            |
| 1.º título                |

## Estadísticas

### Goleadores
| Jugador              | Selección              | Goles |
| -------------------- | ---------------------- | ----- |
| Fuad Amin            | Arabia Saudita         | 4     |
| Mahmoud Soufi        | Catar                  | 4     |
| Muhammad Ali Ghuloom | Emiratos Árabes Unidos | 3     |
| Fahad Al-Mehallel    | Arabia Saudita         | 2     |
| Ahmed Ali            | Omán                   | 2     |
| Hamead Darweash      | Baréin                 | 2     |
| Fayad Mahmoud        | Baréin                 | 2     |
| Ismail Rashid        | Emiratos Árabes Unidos | 2     |

### Mejor jugador
| Jugador              | Selección              |
| -------------------- | ---------------------- |
| Muhammad Ali Ghuloom | Emiratos Árabes Unidos |

### Mejor guardameta
| Jugador        | Selección              |
| -------------- | ---------------------- |
| Muhsin Musabah | Emiratos Árabes Unidos |